# Escut d'Eritrea
L'escut d'Eritrea és l'escut de l'Estat d'Eritrea, adoptat el 24 de maig del 1993, data en què el país va declarar-se independent d'Etiòpia.
Es tracta d'un emblema circular, més que no pas un escut heràldic, amb la representació d'un dromedari contornat i terrassat al natural, voltat per una garlanda de fulles d'olivera. A la part inferior hi ha una cinta amb el nom oficial de l'estat, «Estat d'Eritrea», en les tres llengües oficials: a la destra en tigrinya (ሃገረ ኤርትራ, Hagere Ertra), al mig en anglès (THE STATE OF ERITREA) i a la sinistra en àrab (دولة إرتريا, Dawlat Iritriyā).

## Escuts usats anteriorment
A l'època en què Eritrea fou una colònia italiana, el 1919 va adoptar un escut heràldic truncat. A la partició superior, d'argent, hi tenia un lleó passant de gules carregat d'una estrella de cinc puntes damunt el pit, mentre que a la partició inferior hi havia un faixat ondat d'atzur i argent. Durant el règim feixista italià, quan Eritrea va passar a formar part de l'Àfrica Oriental Italiana (1936-1941), s'hi va afegir un cap de gules carregat amb el feix i els llorers. Durant l'administració britànica posterior a la guerra, es va tornar a adoptar l'escut originari fins al 1952, en què Eritrea es va federar amb Etiòpia i es van deixar de banda els hàbits heràldics europeus.
Durant el període de la federació (1952-1962), el territori autònom d'Eritrea estava representat per un emblema que consistia en una branca d'olivera posada en pal encerclada per una garlanda també d'olivera, tot de sinople. Aquest símbol és el mateix que apareix, en groc, a l'actual bandera eritrea. Arran de l'annexió a Etiòpia i fins a la declaració d'independència, Eritrea va deixar de tenir un símbol propi i es va veure obligada a usar el lleó imperial etíop.

Escut durant l'administració italiana (1919-1936)
Escut durant el període feixista italià (1926-1941)
Escut durant l'administració britànica (1941-1952)
Escut durant la federació amb Etiòpia (1952-1962)